# UMAJIN
『UMAJIN』（ウマジン）とは、株式会社UMAJIN（旧：株式会社クレイヴ出版事業部→株式会社リンクビットコンサルティング出版事業部）が発行していた月刊の競馬雑誌である。毎月13日発売。

## 概要
1998年11月、『UhaUha馬券ブレイク!』同年12月号として創刊。通巻100号となる2007年3月号から『馬券ブレイク!』に改題。2008年9月号までは競馬評論家・塩崎利雄の責任編集として発行されていた。
当初はその名の通り馬券攻略を中心とした構成で、「ロマン的な記事を一切廃（す）」としていた。その後、2006年12月と2007年5月に増刊号としてグラビアマガジン『keiba』を発行。藤田伸二や三浦皇成、手塚貴久ら騎手・調教師の公式ブログを多数プロデュースするなど、競馬関係者との繋がりを強めていった。
2009年5月、誌面を刷新し競馬バラエティマガジン『UMAJIN』として新装刊。同時に「UMAJINプロジェクト」を立ち上げた。
しかしその後、2017年2月号をもって一時休刊に入った。

## 提供番組
- ラジオ日本 日曜競馬実況中継（第2部）
- ウハウハ競馬（チバテレビ・テレ玉、終了）
- ケイバdeブレイク!（BSフジ、2008年4月5日〜2009年4月25日）
- 週刊UMAJIN（BSフジ、2009年5月2日〜2010年3月27日）
- UMAJINサタデー（ラジオ関西、2009年5月2日〜）
- イチオシ大予想TV「馬キュン!」（BSフジ、2013年2月2日〜）